# Roter Turm (Jena)

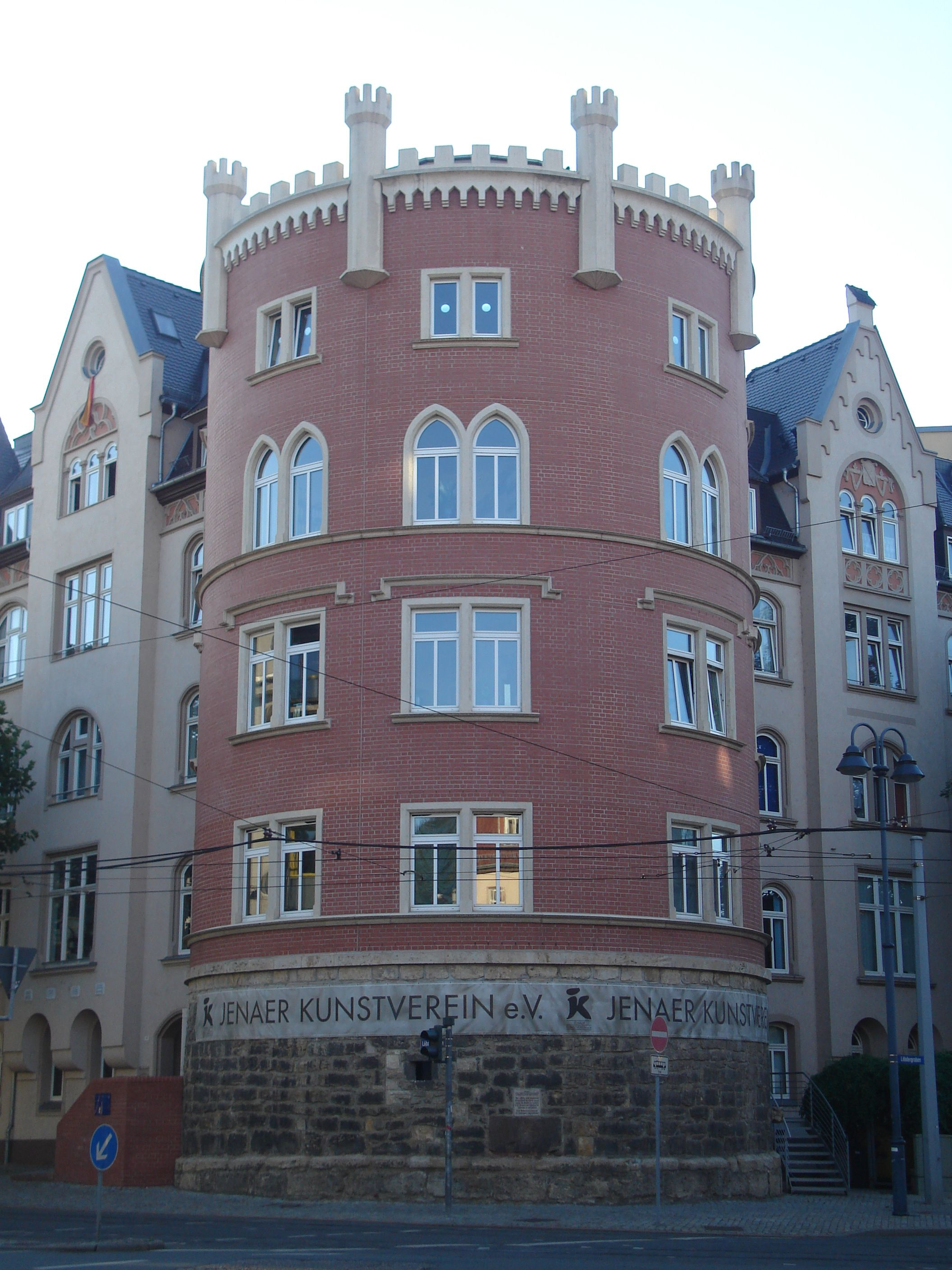
Roter Turm in Jena

Der Rote Turm ist ein Teil der alten Stadtmauer von Jena.
Gegen 1300 war die Jenaer Stadtbefestigung so weit gediehen, dass man von einer geschlossenen Anlage sprechen konnte. Sie bestand aus Gräben, Mauern, Zwingerbereichen, drei Tortürmen, vier Eckbastionen und zwölf nachträglich eingefügten Schalentürmen. Der Rote Turm, ein Schalenturm an der Südostecke der Stadtmauer, wurde um 1430 im Rahmen umfangreicher Baumaßnahmen an den Befestigungsanlagen zur offenen Geschützbastion mit Schießscharten und Geschützkammern umgebaut. Bei archäologischen Grabungen im Jahr 1995 wurden Funde aus der vorstädtischen Siedlungszeit im 11./12. Jahrhundert und vereinzelt Stücke, deren Alter bis in die Bronzezeit zurückreicht, geborgen.
In neuerer Zeit ist nur noch der Sockel im früheren Zustand erhalten. 1870 wurde der Natursteinsockel mit rotem Sichtmauerwerk überbaut. Es entstand ein vierstöckiger Mauerwerksbau zu Wohnzwecken mit Holzbalkendecken und inneren Fachwerkmauern. Der etwa 19 Meter hohe Turm ist circa 3 Meter unter Gelände gegründet und weist einen Durchmesser von etwas mehr als zwölf Metern auf.
Am 7. August 1995 stürzte der Turmaufbau bei Sanierungsmaßnahmen durch Versagen des Außenmauerwerks ein. Bei diesem Unglück kamen vier Bauarbeiter ums Leben, vier weitere wurden verletzt. Das 51 cm starke Außenmauerwerk im 1. Obergeschoss bestand aus einer dünnen äußeren Schale aus Backstein und einer inneren Schale aus weichem Kalktuff. Um das schadhafte, unter den Fenstern umlaufende Gesims zu ersetzen, war dieses an mehreren Stellen zugleich herausgebrochen worden, so dass das Gewicht der oberen Geschosse in diesen Bereichen überwiegend nur noch über die innere Mauerwerksschale hätte abgetragen werden können. Diese war offenbar nicht ausreichend belastbar und gab nach.
In den Jahren 1999–2000 wurde der Turm mit einem Auftragsvolumen von 1,3 Millionen Euro in historischem Erscheinungsbild wieder aufgebaut.
Eine Zeit lang befanden sich im Roten Turm unter anderem die Ausstellungsräume des Jenaer Kunstvereins.
Im Jahr 2025 befindet sich in den Räumlichkeiten eine Digital-Agentur.